# Seamus Award
Der SeamusAward (vor der Umbenennung: SeamusLifetime Achievement Award) ist ein jährlicher Musikpreis für herausragende Beiträge auf dem Gebiet der elektroakustischen Musik. Er wurde 1987 das erste Mal von der Society for Electro-Acoustic Music in the United States (Seamus) vergeben. 

## Preisträger
- 1987 Vladimir Ussachevski
- 1988 Les Paul
- 1989 Mario Davidovsky
- 1990 Otto Luening
- 1991 Robert Moog
- 1993 John Chowning
- 1994 Max Mathews
- 1995 Milton Babbitt
- 1996 Charles Dodge
- 1997 Louis Barron und Bebe Barron
- 1998 Morton Subotnick
- 1999 Pauline Oliveros
- 2000 Paul Lansky
- 2001 Herbert Brün
- 2002 Don Buchla
- 2003 Jon Appleton
- 2004 Barry Vercoe
- 2005 Wendy Carlos
- 2006 Alvin Lucier
- 2007 Joel Chadabe
- 2008 Miller Puckette
- 2009 Larry Austin
- 2010 Curtis Roads
- 2011 Laurie Anderson
- 2012 George Lewis
- 2013 Laurie Spiegel
- 2014 Barry Schrader
- 2015 Dave Smith
- 2016 Pamela Z
- 2017 Carla Scaletti
- 2018 Scott A. Wyatt
- 2019 Gordon Mumma
- 2020 Annea Lockwood
- 2022 Maggi Payne
- 2023 Suzanne Ciani
- 2025 Mari Kimura[1]